# Pitack Phaphirom
Pitack Phaphirom (thailändisch พิทักษ์ ภาภิรมย์, * 26. Februar 1999) ist ein thailändischer Fußballspieler.

## Karriere
Pitack Phaphirom steht seit mindestens 2021 beim Khon Kaen FC unter Vertrag. Der Verein aus Khon Kaen spielt in der zweiten thailändischen Liga, der Thai League 2. Sein Profidebüt für Khon Kaen gab er am 10. März 2021 im Heimspiel gegen den Chiangmai FC. Hier wurde er in der 79. Minute für Kitsadakorn Saleelatana eingewechselt. Nach insgesamt vier Zweitligaspielen wurde sein Vertrag am 1. Juli 2021 aufgelöst. Von Juli 2021 bis Ende Dezember 2021 war er vertrags- und vereinslos. Im Dezember 2021 unterschrieb er in Pattaya einen Vertrag beim Drittligisten Pattaya Dolphins United. Am Ende der Saison 2021/22 feierte er mit den Dolphins die Meisterschaft der Eastern Region. In den Aufstiegsspielen zur zweiten Liga konnte man sich nicht durchsetzen. Nach einer Spielzeit wechselte er im Sommer 2022 zum Drittligisten Inter Bangkok FC. Mit dem Verein aus der Hauptstadt Bangkok spielte er 24-mal in der Bangkok Metropolitan Region der Liga. Nach der Hinrunde im Dezember 2023 wurde sein Vertrag nicht verlängert.

## Erfolge
Pattaya Dolphins United
- Thai League 3 – East: 2021/22